# Okres Enying
Okres Enying (maďarsky Enyingi járás) je okres v Maďarsku v župě Fejér. Jeho správním centrem je město Enying.

## Sídla
V okrese se nachází celkem 9 měst a obcí.
Dég, Enying, Lajoskomárom, Mezőkomárom, Szabadhídvég, Kisláng, Lepsény, Mátyásdomb, Mezőszentgyörgy